# Sophie Bennett
Sophie Bennett, född 6 februari 1989 är en kanadensisk skådespelare och sångerska. Hon är mest känd för att ha medverkat i den australiska tv-serien The Saddle Club med Lara Jean Marshall och Keenan MacWilliam.

## Tidigt liv
Sophie Bennett föddes 1989 i en familj som länge hållit på med konst såsom skådespeleri, sång, skrivning och regissering, och utvecklade sin kärlek till skådespeleri vid tidig ålder. Hennes första skådespelarjobb var för en babyschamporeklam. Vid tidig ålder började hon också sjunga. Förutom skådespeleri och sång spelar hon också fotboll, tränar surfning, snowboarding, ridsport, basket och cykling. Hon har två bröder; Zachary och Gareth, samt en syster Mairon.
Bennett flyttade till Australien för sex månader 2000 efter att ha fått beskedet om medverkande i The Saddle Club baserad på en bokserie skriven av Bonnie Bryant.

## Sångkarriär
Under 2001-2004 spelade hon in 4 Saddle Club-album ("Fun For Everyone", "On Top of the World", "Friends Forever", "Hello World: The Best of the Saddle Club" samt "Secrets & Dreams").
2003 skrev hon kontrakt med det australensiska skivbolaget Shock Records och har givit ut 2 skivor och två singlar med hennes Saddle Club-vän Kia Luby.

## Filmografi
- 2001 – The Saddle Club
- 2002 – Salem Witch Trials
- 2002 – Odyssey 5
- 2000 – Code Name: Eternity
- 1999 – What Katy Did
- 1998 – Universal Soldier II: Brothers in Arms
- 1998 – The Mighty